# 利達鎮區 (明尼蘇達州奧特泰爾縣)
利達鎮區（英語：Lida Township）是位於美國明尼蘇達州奧特泰爾縣的一個行政鎮區。

## 地方資料
利達鎮區的面積為92.47平方千米，當中陸地面積為53.26平方千米，而水域面積為39.21平方千米。根據2020年美國人口普查的數據，當地共有人口780人，而人口密度為每平方千米8.44人。